# Juan de Zumárraga
Juan de Zumárraga, baskovski frančiškan in nadškof, * 1468, Durango, † 3. junij 1548.
Bil je prvi nadškof Mexica.